# Kobbefjorden (Måsøy)
Kobbefjorden (nordsamisk: Gáhppovuotna) er en fjord i Måsøy kommune i Troms og Finnmarkfylke i Norge. Fjorden har indløb mellem Kjerringberget i vest og Stikkelvågnæringen i øst og går 20 kilometer mod syd til enden af Vesterbotnen. Lige indenfor mundingen går Ryggefjorden 10 kilometer mod sydvest fra vestsiden. Store Kobbøya ligger lidt øst for indløbet til denne fjordarm. Næsten helt inderst i fjorden ligger Lille Kobbøya, og lige syd for denne deler fjorden sig i Vesterbotnen i sydvest og Austerbotnen i sydøst.
Fjorden er 217 meter på det dybeste, helt yderst i fjorden. 
Helt inderst i fjorden ligger to små bebyggelser. Kobbstein ligger på østsiden af Vesterbotnen og Kjerringvik ligger inderst i vigen med samme navn lige øst for Vesterbotnen.